# Angolanische Futsalnationalmannschaft
Die angolanische Futsalnationalmannschaft ist eine repräsentative Auswahl angolanischer Futsalspieler. Die Mannschaft vertritt die Federação Angolana de Futebol bei internationalen Begegnungen.

## Abschneiden bei Turnieren
Futsal-Weltmeisterschaft
- 1989 – nicht teilgenommen
- 1992 – nicht teilgenommen
- 1996 – nicht teilgenommen
- 2000 – nicht teilgenommen
- 2004 – nicht teilgenommen
- 2008 – nicht qualifiziert
- 2012 – nicht teilgenommen
- 2016 – nicht qualifiziert
- 2021 – Vorrunde

Futsal-Afrikameisterschaft
- 1996 – nicht teilgenommen
- 2000 – nicht teilgenommen
- 2004 – nicht teilgenommen
- 2008 – nicht teilgenommen
- 2016 – Vorrunde
- 2020 – 3. Platz
- 2020 – qualifiziert